# Grantley Berkeley
George Charles Grantley FitzHardinge Berkeley (10 février 1800 - 20 février 1881), connu sous le nom de Grantley Berkeley, est un homme politique, écrivain et sportif britannique.

## Biographie
Berkeley est le sixième fils de Frederick Berkeley (5e comte de Berkeley), et de Mary Cole, fille de William Cole. Il est le frère de William Berkeley (1er comte FitzHardinge), Maurice Berkeley (1er baron FitzHardinge), Henry FitzHardinge Berkeley, Thomas Berkeley, 6e comte de Berkeley et Craven Berkeley et le neveu de Sir George Cranfield Berkeley. Il fait ses études au Corpus Christi College et au Collège militaire de Sandhurst. Il est officier dans les Coldstream Guards et ensuite transféré au 82e Régiment d'infanterie.
Berkeley siège comme député du Gloucestershire West de 1832 à 1852 en tant que Whig. En 1836, il propose l'admission de dames à la tribune de la Chambre des communes ; cela est accordé en 1841. Après 1852, il se consacre en grande partie aux sports de terrain et à l'écriture.
Berkeley est l'auteur d'un certain nombre de livres, dont Berkeley Castle, Sandron Hall, or the Days of Queen Anne (1840), et My Life and Recollections, 4 volumes, (1865-1866).
En 1836, Berkeley agresse l'éditeur de magazine James Fraser pour une critique qu'il a publiée dans Fraser's Magazine of Berkeley Castle. Il s'est ensuite battu en duel avec l'auteur de la revue William Maginn . Trois coups de feu ont été tirés, mais personne n'a été touché.
Berkeley épouse Caroline Martha Benfield (1804-1873), fille de Paul Benfield (1741-1810) et épouse Mary Frances, née Swinburne (1771-1828), le 16 août 1824. Leurs deux fils Swinburne et Edward sont décédés respectivement en 1865 et 1878. Berkeley est décédé le 20 février 1881, à l'âge de 81 ans.